# Democrazia Cristiana per le Autonomie
De Democrazia Cristiana per le Autonomie is een nieuwe Italiaanse partij die in 2005 werd opgericht door Gianfranco Rotondi. Rotondi behoorde tot dan toe tot de Unie van Christendemocraten en Centrum-Democraten (UDC). De naam van de partij verwijst naar de begin jaren 90 opgeheven Democrazia Cristiana (DC) die decennialang de Italiaanse politiek domineerde. In Italië staat de nieuwe partij bekend onder de naam Nuova DC (Nieuwe DC).
Op 12 januari 2006 waren de Nuova DC en de Nuovo PSI (Nieuwe Socialistische Partij) van Gianni De Michelis een verkiezingsalliantie aangegaan. Met een gezamenlijke lijst werd er meegedaan aan de Italiaanse parlementsverkiezingen van april 2006. Deze alliantie bleef overigens binnen het Huis van de Vrijheden van premier Silvio Berlusconi. De Nuova DC—NPSI behaalde bij de verkiezingen 0,13% van de stemmen, goed voor 4 zetels in de Kamer van Afgevaardigden.
De Nuova DC wordt door haar leiding officieel omschreven als een partij van de "derde weg" (centristisch) en uiteraard christendemocratisch.
De Nuova DC is aangesloten bij de Europese Volkspartij.

## Leidinggevende personen binnen de Nuova DC
- Voorzitter: Publio Fiori
- Secretaris: Gianfranco Rotondi
- Leden in de Kamer van Afgevaardigden: Piergiorgio Martinelli, Lorenzo Montecuollo
- Leden in de Senaat: Mauro Cutrufo
- Leden in het Europees Parlement: Paolo Cirino Pomicino

## Uitslagen
| Jaar                | parlement                       | %       | zetels |
| ------------------- | ------------------------------- | ------- | ------ |
| 2006 (Lijst DC-PSI) | Kamer van Afgevaardigden Senaat | 0,7 0,6 | 4 0    |